# Smaragdboa
Smaragdboa (Corallus caninus) är en trädlevande boaorm från Sydamerika som har fått sitt svenska namn efter sin färg. 

## Utbredningsområde
Smaragdboan hittas i fuktiga tropiska regnskogar. Utbredningsområdet i Sydamerika är i amazonområdet som täcker Venezuela, Surinam, Franska Guyana, Guyana och norra Brasilien. Arten vistas i regioner som ligger upp till 200 meter över havet.

## Beskrivning
Det latinska namnet "caninus" kommer ifrån formen på ormens huvud vilket Linné liknade med en hunds huvud. Smaragdboan är aktiv från skymningen och under natten. På dagen vilar den på en gren. Den blir omkring 2 meter lång och äter vanligen mindre däggdjur och fåglar men även ödlor och grodor. Matsmältningen är långsam och dessa ormar har ibland flera månader mellan måltiderna. Smaragdboan har de längsta tänderna av alla ogiftiga ormar relativt sin storlek.[källa behövs]
Likheterna med den Gröna trädpytonen är många, även om Smaragdboan blir kraftigare och har annorlunda (större) fjäll på huvudet så är detta ett utmärkt exempel på konvergent evolution.
Som andra boaormar föder smaragdboan levande ungar (vivipari). Antalet är ungefär 20 per kull. Ungarna är, precis som gröna trädpytonungar inte gröna vid födsel, juvenila smaragdboor är ljust eller mörkt orangea eller rödaktiga. Efter 9 till 12 månaders ålder börjar ormen få sin gröna färg, individer kan vara allt från helgröna till att ha stora partier av vita band och strimmor längs ryggen.